# Josef Holub (Maler)
Josef Holub (* 15. November 1870 in Slaný; † 22. August 1957 in Kvasiny) war tschechischer Landschaftsmaler.
Seine Jugend verbrachte er in Zákolany. Nach seiner Lehre als Maler im Handwerk und dem Studium bei Julius Mařák an der Prager Akademie, verbrachte er nach 1894 eine kurze Zeit auf dem Balkan, besuchte und vertiefte sein Wissen anschließend an Galerien unter anderem in Deutschland und Österreich. Ende des 19. Jahrhunderts ließ er sich in Kralupy nad Vltavou nieder. Er eröffnete ein Fotogeschäft und beteiligte sich am gesellschaftlichen und kulturellen Leben. Daher wurde er 1930 zum Ehrenbürger von Kralupy ernannt. Nach dem Tod seiner Frau verließ er 1952 seine Villa und siedelte zu seiner Tochter nach Kvasiny bei Rychnov um, wo er 1957 starb. Er ist auf dem Friedhof in Kralupy begraben.
Holub konzentrierte sich auf das Malen im Freien. Seine Ölgemälde zeigen meist Landschaften des Elbtals. Einige seiner Gemälde befinden sich im Museum von Kralupy.